# Bezirksmuseum Brigittenau
Das Bezirksmuseum Brigittenau ist das dem 20. Wiener Gemeindebezirk, Brigittenau, gewidmete Bezirks- und Heimatmuseum. Es befindet sich an der Adresse Dresdner Straße 79.

## Geschichte

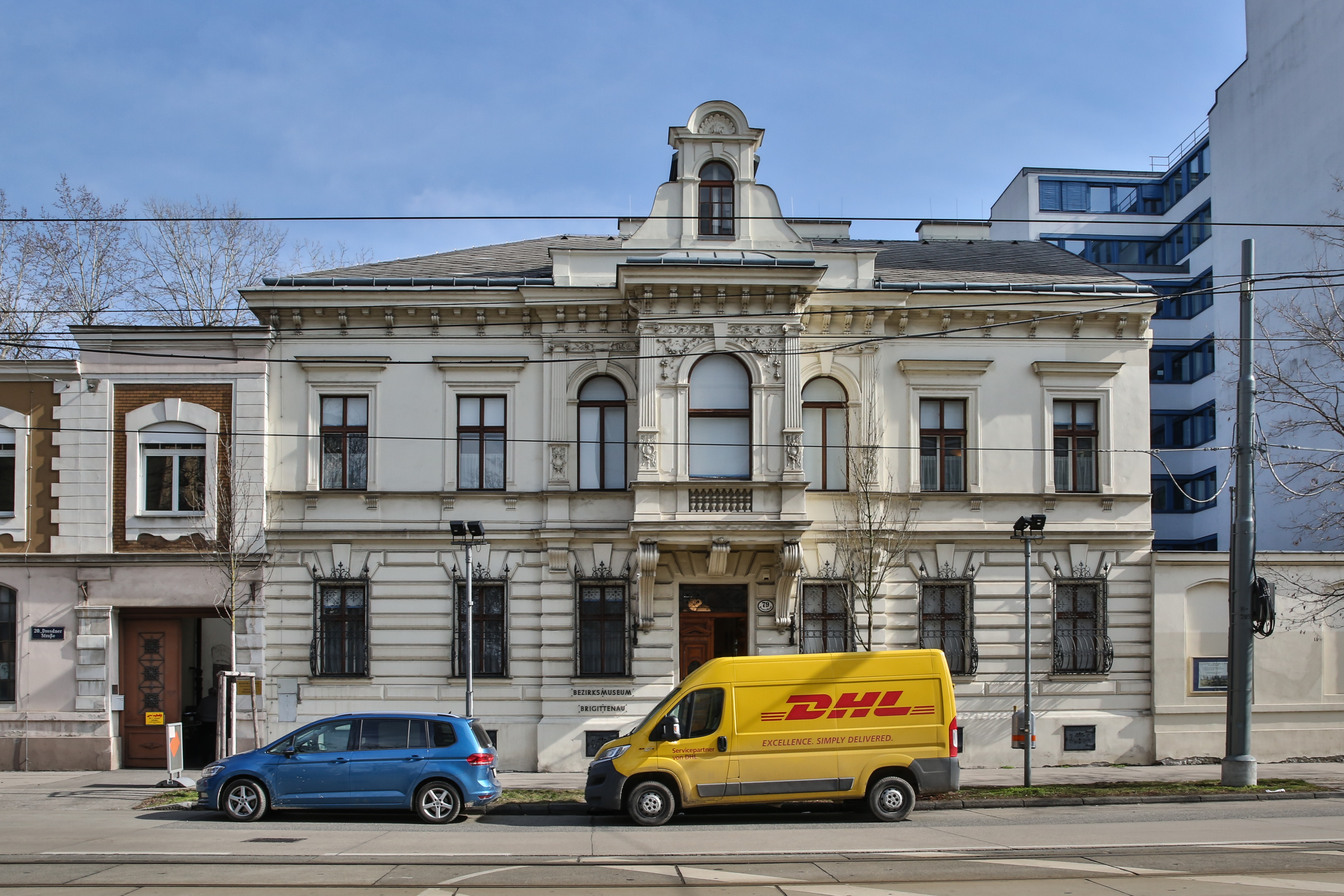
Bezirksmuseum Brigittenau im Bertram-Schlössl

Schon in den 1930er Jahren gab es ein einschlägiges Heimatmuseum am Wallensteinplatz. Am Anfang des heutigen Bezirksmuseums stand eine Privatsammlung des Brigittenauer Revierinspektors Heinrich Zwicker (1919–1991), die mit Unterstützung von Bezirksvorsteher Karl Michal in den 1950er Jahren im Gebäude Wallensteinplatz 5–6 (später Standort der Vindobona (Kleinkunstbühne)) gezeigt wurde. Zwicker sammelte auf seinen Rundgängen als Polizist jahrzehntelang Materialien und verbreitete die Bezirksgeschichte auch in Lichtbildvorträgen in Gaststätten.

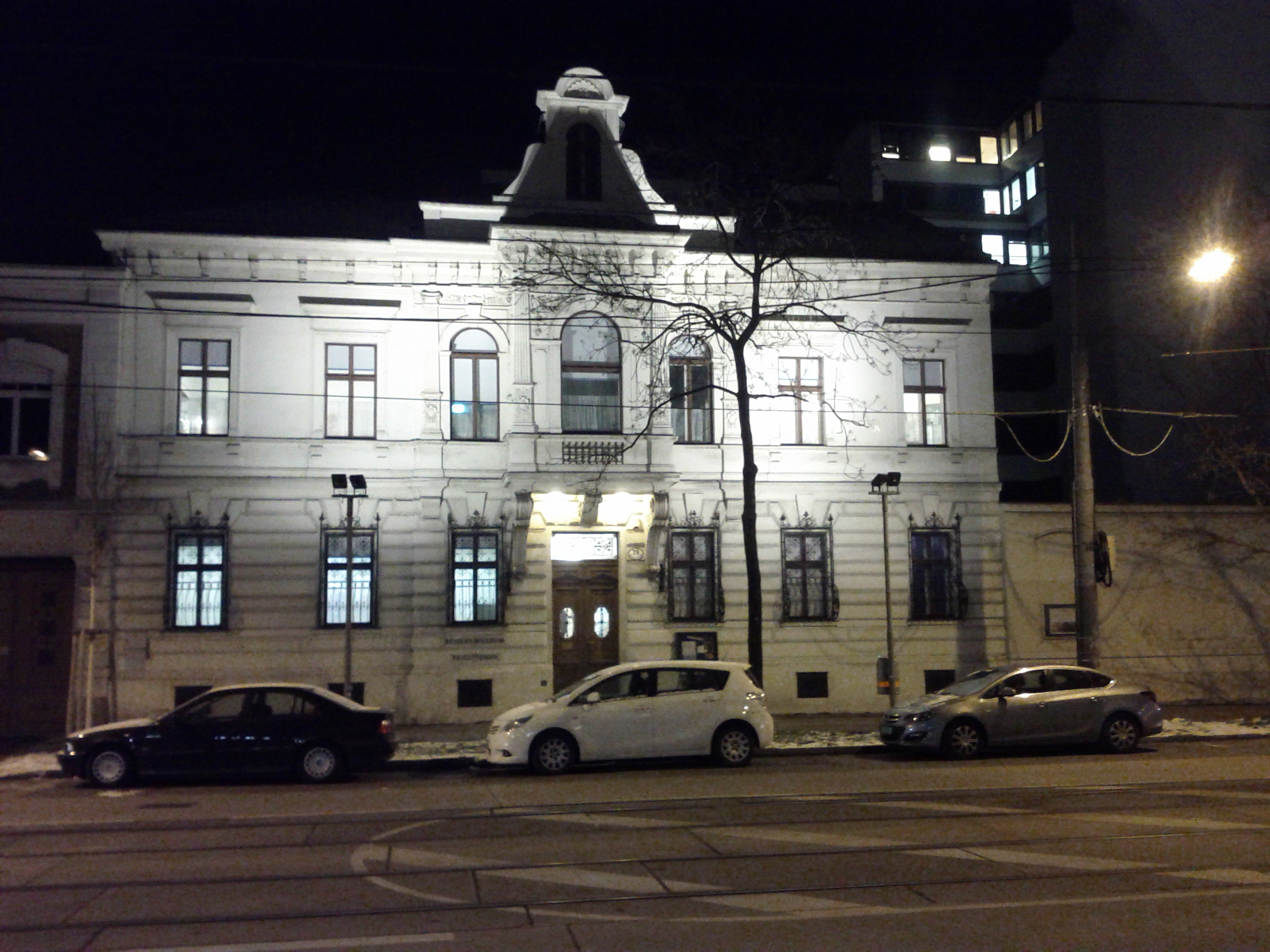
Ansicht bei Nacht

Ab 1960 wurde die Sammlung als „Brigittenauer Heimatmuseum“ in den Räumlichkeiten der Volkshochschule Brigittenau in der Raffaelgasse 13 (im Häuserblock des Magistratischen Bezirksamts) gezeigt; Zwicker war als Kustos tätig, die Museumsleitung übernahm Anton Raschka, der sich stark für die Museumsgründung eingesetzt hatte. 1966 wurde der Museumsverein Brigittenau gegründet.
Später zog sich Heinrich Zwicker mit seiner Sammlung aus dem Projekt zurück. Für das Museum musste daher eine neue Sammlung aufgebaut werden. Es war von April 1984 an für zehn Jahre in der Engerthstraße 60–74 in ehemaligen Krankenkassenräumen untergebracht.

## Standort
Im Mai 1994 wurde das Museum in einem 1889 im Stil des Historismus errichteten Gebäude, später Villa des Fabrikanten Friedrich Bertram (dem so genannten „Bertram-Schlössl“), eröffnet. Eine Gedenktafel im Gebäude vermerkt: Das Gebäude des heutigen Museums in der Dresdner Straße 79 wurde ursprünglich von der Familie Friedrich und Anna Schmidt 1889 als Wohnhaus auf Fundamenten eines Fährhauses, erbaut, das später vom Industriellen Bertram angekauft und als Büro und Wohnhaus verwendet wurde. Davor gab es an der Adresse das Unternehmen Friedrich Weichmann's Witwe, II. Fabrik von Signalisierungs- und Beleuchtungsgegenständen für Eisenbahnen.
Ingenieur Karl August Czeija (1843–1909) gründete 1880 in Wien eine Werkstätte für Mechanik und Telegraphenbau. 1884 beteiligte sich der Elektrotechniker Franz Nissl (1852–1942) an der Firma, die nun „Telephon- und Telegraphenfabrik Czeija, Nissl & Co.“ hieß. Das Unternehmen hatte wesentlichen Anteil am Aufbau des Telefonnetzes der österreichisch-ungarischen Monarchie und baute ab 1923 die ersten Rundfunksender und Radios in Serie. Seit 1907 war die Firma an der Dresdner Straße ansässig und nützte unter anderem das Bertram-Schlössl. Ab 1957 hieß das Unternehmen „Standard Telephon- und Telegraphen-AG Czeija, Nissl & Co. (STT)“, das 1970 die „ITT Austria GmbH“ wurde (seit 1987 „Alcatel Austria AG“, aktuell „Alcatel-Lucent“) und das Ende der 1970er Jahre aus dem Areal auszog.
Die seit 1981 leerstehende Villa wurde mit dem dahinter liegenden Fabrikareal an der Dresdner Straße 75–79 von der Stadt Wien angekauft und über zwei Jahre restauriert. Die Gesamtfläche beträgt rund 600 m², wovon 200 m² auf das Depot im Dachboden entfallen. Im Erdgeschoß befinden sich ein Vortragssaal mit Bühne für 80 Personen, Sitzungszimmer und Archiv, Büros und Garderobe. Die Ausstellungsräume sind im ersten Stock.
Das Bezirksmuseum liegt nahe der Haltestelle Wien Traisengasse der S-Bahn Wien und der gleichnamigen Haltestelle der durch die Dresdner Straße verkehrenden Straßenbahnlinie 2. Ebenfalls in der Nähe befinden sich Haltestellen der Autobuslinien 5A und 37A.

## Schausammlung
Das Museum dokumentiert anhand von Exponaten, Bildern, Ansichten, Modellen, Plänen und vielen Fotos die Entwicklung des Stadtteils. Einige Themenbereiche werden zusammenfassend in Dauerausstellungen gezeigt. Daneben gibt es Sonderausstellungen unterschiedlichen Umfangs, die meist im Vortragssaal im Erdgeschoß bzw. im Vorraum im ersten Stock Platz finden. Im Stiegenhaus sind alte Ansichten und Pläne mit Bezirksbezug zu sehen.
Die weiteren vier Räume im ersten Stock, die zum Teil kunstvoll mit Stuckarbeiten ausgestattet sind, beinhalten die Grundausstellung zur industriellen, gesellschaftlichen und politischen Entwicklung des Bezirks. Je nach aktueller Akzentuierung der Ausstellung ändert sich die Aufstellung. Im ersten straßenseitig gelegenen Raum sind gegenwärtig Exponate zur Alltagsgeschichte zu sehen. Ein Bereich zeigt die „Die Brigittenau vor 1900“. Der Bogen spannt sich von der Au zum Industriegebiet weiter zum Wohngebiet. Ein weiterer Raum zeigt die technische Entwicklung des Telefons und des frühesten Radiosenders Österreichs, Radio Hekaphon. Die Firma „Czeija, Nissl & Co“, zu ihrer Zeit ein führendes Hightech-Unternehmen, führte 1923/1924 am heutigen WUK (Kulturzentrum) den Radio-Probebetrieb, bis die Radio Verkehrs AG (RAVAG) ihren regulären Betrieb aufnahm.
In der Bezirksgeschichte geht es u. a. um das Verkehrswesen. Ein Modell eines Vorläufers der Straßenbahn in Wien, der Brigittenauer Pferdebahn, ist zu sehen. Ein großes Modell zeigt den in der Nähe des Museums liegenden Nordwestbahnhof in seiner Zeit als Personenbahnhof. Eine Robert-Blum-Gedenktafel erinnert an das Leben dieses 1848er Revolutionärs, der in der Brigittenau hingerichtet wurde. Die Ausstellung „Brigittenau im Widerstand“ erinnert an die Zeit des Nationalsozialismus und die Opfer des Holocausts im Bezirk. Das Rote Wien und die Brigittenau, der einst sehr bekannte Brigitta-Kirtag rund um die Brigittakapelle, die Unterhaltungsetablissements „Colosseum“ und „Universum“, das Brigitta-Spital und das Männerheim in der Meldemannstraße 27, in dem Adolf Hitler zeitweilig wohnte – sein Meldezettel ist noch vorhanden – sind ebenfalls Teile der Ausstellung.
Die Dauerausstellung „Brigittenau – Standort für Handel, Gewerbe und Industrie“ veranschaulicht mit Bildmaterial und Objekten die wirtschaftliche Entwicklung der Brigittenau. Das Spektrum der bisher zusammengestellten Betriebe reicht vom Lebkuchen-Model bis zum Ofenrohr. Auf einem großen Bezirksplan sind die Firmensitze markiert.
Aktuell ausgestellt sind folgende Unternehmen:
| Nr. | Name                                                               | Branche                | aktiv im 20. Bez. | Standort                     |
| --- | ------------------------------------------------------------------ | ---------------------- | ----------------- | ---------------------------- |
| 03  | Jurany & Wolfrum                                                   | Maschinenbau           | 1899–1990         | Pasettistraße 29–31          |
| 08  | Hofbauer Schokoladefabrik                                          | Süßwaren               | 1958–1994         | Brigittenauer Lände 168      |
| 13  | Kühler- und Metallwarenfabrik                                      | Metallverarbeitung     | 1918–             | Stromstraße 26–28            |
| 14  | Gebrüder Hardy                                                     | Hydraulik / Pneumatik  | 1889–1942         | Höchstädtplatz 4             |
| 15  | WABCO Westinghouse                                                 | Hydraulik / Pneumatik  | 1963–1998         | Höchstädtplatz 4             |
| 19  | Wiener Brückenbau und Eisenkonstruktions A. G.                     | Stahl- / Fahrzeugbau   | 1920–1938         | Engerthstraße 115            |
| 20  | Globus-Verlag                                                      | Zeitungen              | 1945–1993         | Höchstädtplatz 3             |
| 25  | Nordsee Deutsche Hochseefischerei                                  | Fisch u. Meeresfrüchte | 1899–             | Nordwestbahnhof              |
| 27  | Bertrams                                                           | Ofenrohre              | 1876–2014         | Handelskai 100               |
| 28  | Capo                                                               | Fahrräder              | 1930–2017         | Wallensteinstraße 33         |
| 29  | Anna u. Hans Dögl                                                  | Lebensmittel           |                   | Friedrich-Engels-Platz 17–18 |
| 30  | Erwin Fellner                                                      | Fleischhauer           | 1931–             | Klosterneuburger Straße 29   |
| 32  | Fross - Büssing                                                    | Autobusse / LKWs       | 1909–1945         | Nordwestbahnstraße 53        |
| 35  | Robert Kammerer                                                    | Lebzelterei            | 1938–             | Dammstraße 39                |
| 37  | Kremenezky, Mayer & Co                                             | Glühlampenfabrik       | 1909–1931         | Dresdner Straße 55–57        |
| 38  | +CERTEC+ Elemente GmbH KROMUS - STAHL                              | Stahlbau               | 1907–2010         | Dresdner Straße 107          |
| 40  | Walter Mantl - Mussak                                              | Konditor               | 1912–             | Marchfeldstraße 12           |
| 42  | s::can Messtechnik GmbH (Start-up)                                 | Messtechnik            | 1999–             | Brigittagasse 22             |
| 43  | Schiffbautechnische Versuchsanstalt (SVA) / Vienna Model Basin Ltd | Forschungsinstitut     | 1912–             | Brigittenauer Lände 256      |
| 44  | Tmej Rudolf GmbH - Fabrik für technische Federn                    | techn. Federn          | 1946–             | Nordwestbahnstraße 77–79     |
| 45  | Vereinigte Eisfabriken und Kühlhallen in Wien                      | Kunsteiserzeugung      | 1898–             | Pasettistraße 76             |
| 47  | Wiener öffentliche Küchenbetriebsgesellschaft (WÖK) / Wigast       | Ausspeisung            | 1919–             | Friedrich-Engels-Platz 7–9   |
| 49  | Zuckerltante e.U. Monika Erhart                                    | Süßwarenfachgeschäft   | 1922–             | Klosterneuburger Straße 30   |
| 50  | Leonardelli La Gelateria                                           | Eissalon               | 1890–             | Klosterneuburger Straße 50   |
| 51  | Hut & Stiel - Die Wiener Pilzkultur (Start-up)                     | Pilzzucht              | 2015–             | Innstraße 5                  |

In einem Nebengebäude wird die Entwicklung der Donau dargestellt. Sie spielt für die Brigittenau, die auf einer Insel zwischen Donaukanal und Donaustrom liegt, eine sehr wichtige Rolle. Themen sind die Überschwemmungen, die Geschichte der Wiener Donauregulierungen, der ersten ab 1870 und der zweiten ab 1972, die zum Bau der Neuen Donau führte. Ein zentrales Stück der Ausstellung ist der Donauatlas von 1996, eine einmalige technische und kulturhistorische Dokumentation mit 280 Karten und Plänen aus dem Bereich von Korneuburg bis Fischamend. Weiters geht es um Schifffahrt, die Donaufischerei oder Strombauarbeiten.
Neben den Ausstellungen bietet das Museum weiterführende Informationen an. Es gibt eine Bibliothek, Negativ-Bildmaterial, ein Diaarchiv, eine Videodokumentation sowie eine Zeitschriften- und Dokumentensammlung. Weiters verfügt das Museum über Materialien zur Ostgeschichte aus der Zeit von Österreich-Ungarn. Das Bezirksmuseum veröffentlicht auch Publikationen zur Bezirksgeschichte, etwa Museumsblätter, die Broschüre „Brigittenau – von der Au zum Wohnbezirk“, „Brigittenau – gestern, heute, morgen“, „Brigittenau – Museums- und Bezirksgeschichte“.

## Sonderausstellungen
- 2020: Menschen in der Brigittenau - Portraits und Aussagen
- 2019: Tag der Bezirksmuseen - Beislkultur.
- 2018: Tag der Bezirksmuseen - Sakrale Bauten in der Brigittenau. Teil der bezirksübergreifenden Ausstellung Sakrale Bauten in Wien[10]
- 2017: Zuagrast Wissenswertes über die Migration in der Vergangenheit und in der Gegenwart[11]
- 2017: Handel - Gewerbe - Industrie (wurde zu einer Dauerausstellung)
- 2017: Tag der Bezirksmuseen - Gemeindebauten
- 2016: Tag der Bezirksmuseen - Sport
- 2015: Freizeit - freie Zeit?[12]
- 2015: Tag der Bezirksmuseen - Klingendes Wien
- 2014: Frieden ohne Grenzen - Alfred Hermann Fried[13]
- 2014: Tag der Bezirksmuseen - Wien im Jahr 1914
- 2013: Selbstgemacht - Handarbeiten zwischen Müssen und Wollen
- 2013: Tag der Bezirksmuseen - Feuerwehr
- 2012: Tag der Bezirksmuseen - Märkte
- 2011: Tag der Bezirksmuseen - Großstadtkinder
- 2010: Tag der Bezirksmuseen - Versunkene Arbeitswelten
- 2009: Der Nordwestbahnhof über drei Jahrhunderte[14]
- 2009: Bei uns im 20sten 35 Jahre Gebietsbetreuung
- 2009: Tag der Bezirksmuseen - Vergnügen muss sein
- 2008: Gedenken an Robert Blum[15]
- 2008: Der Widerstand gegen die Schreckensherrschaft der Nazis[16]
- 2008: Tag der Bezirksmuseen - Linien, die verbinden
- 2007: Pesterzsébet, der 20. Bezirk von Budapest
- 2007: Tag der Bezirksmuseen - Persönlichkeiten
- 2005: Die Schweden vor Wien[17]
- 2004: 10 Jahre Bezirksmuseum Brigittenau in der Dresdner Straße und die Brigittenau in dieser Zeit[18]
- 2003: Kind in der Brigittenau
- 1995: Wien räumt auf 50. Jahrestag der Befreiung Wiens[19]

## Weitere Informationen
Die Leitung des Museums erfolgte von 1959 bis 1984 durch Emmerich Urban und ab November 1984 durch Roland Herold. 2012 wurde diese Funktion von Adelheid Schwab übernommen. Alle Funktionen sind ehrenamtlich.